# Дружное (Хмельницкая область)
Дру́жное (укр. Дружне) — село в Красиловском районе Хмельницкой области Украины.
Население по переписи 2001 года составляло 951 человек. Почтовый индекс — 31046. Телефонный код — 3855. Занимает площадь 2,25 км².

## Местный совет
31046, Хмельницкая обл., Красиловский р-н, с. Дружное, ул. Фрунзе